# Zoraida rubrolineata
Zoraida rubrolineata är en insektsart som beskrevs av  1926. Zoraida rubrolineata ingår i släktet Zoraida och familjen Derbidae. Inga underarter finns listade i Catalogue of Life.